# 李维新 (1912年)
李维新（1912年—1968年），男，陕西安定人，中华人民共和国政治人物，曾任商业部副部长，浙江省人民委员会副省长。